# Сэрратт, Мэри
Мэ́ри Эли́забет Дже́нкинс Сэ́рратт (англ. Mary Elizabeth Jenkins Surratt, 1820 или май 1823, Мэриленд — 7 июля 1865) — американка, владелица пансиона, осужденная за участие в заговоре с целью убийства президента США Авраама Линкольна. Приговоренная к смерти через повешение, она стала первой женщиной, казненной федеральным правительством США. Она отрицала свою вину до самой смерти, а дело Сэрратт вызывает споры до настоящего времени. Сэрратт была матерью Джона Сэрратта, которого позднее судили за подготовку покушения на Линкольна и оправдали.